# Majoros Árpád (labdarúgó)
Majoros Árpád (Szolnok, 1983. december 21. –) magyar labdarúgó. 2020 óta a Jamina SE középpályása.

## Pályafutása

### Klubcsapatban
Orosházán nyújtott teljesítményére felfigyelt a Vasas, így a fővárosba igazolt kölcsönbe. Első NB I-es mérkőzésén 2005. június 31-én lépett pályára, mikor a lesérült Kiss Györgyöt váltotta.
Hamar alapember lett, a szurkolók is kedvelték látványos cselei miatt.
2007 nyarán igazolt a ZTE-hez 1+3 évre. Itt a kezdeti időszakban nem sikerült bekerülnie a csapatba, mindössze 20 percet játszott két mérkőzésen a bajnokság folyamán. A Ligakupa csoportkörében 4-szer lépett pályára, 1 gólt lőtt. Emiatt 2007 novemberében a ZTE szerződést bontott vele.
Ezután a holland Willem II-nél volt próbajátékon, de pénzügyi okok miatt nem sikerült szerződést kötniük. 2008 januárjában sikerült új csapatot találnia magának, a lengyel Cracovia Kraków csapatához igazolt. Itt 2008 decemberéig szerepelt, majd közös megegyezéssel szerződést bontottak. A szerződésbontást megelőző fél évben szinte végig sérült volt, így mindössze egy mérkőzésen léphetett pályára a 2008–2009-es szezonban.
2009 tavaszát a Nyíregyháza Spartacus játékosaként töltötte, ám az idény végén a klubvezetők nem tartottak igényt a játékjogára.

### A válogatottban
A válogatottba csak Lothar Matthäus hívta meg egyszer, az Antigua és Barbuda elleni mérkőzésen lépett pályájára.

## Statisztika

### Mérkőzése a válogatottban
| Magyarország | Magyarország       | Magyarország | Magyarország | Magyarország | Magyarország       | Magyarország | Magyarország | Magyarország |
| #            | Dátum              | Helyszín     | Hazai        | Eredmény     | Vendég             | Kiírás       | Gólok        | Esemény      |
| ------------ | ------------------ | ------------ | ------------ | ------------ | ------------------ | ------------ | ------------ | ------------ |
| 1.           | 2005. december 18. | Miami (USA)  | Magyarország | 3 – 0        | Antigua és Barbuda | barátságos   | -            | 66'          |
|              | Összesen           |              |              | 1            | mérkőzés           |              | 0            | gól          |